# Liévin Lerno
Liévin Lerno (Lokeren, 5 oktober 1927 - Hamme, 28 maart 2017) was een Belgisch wielrenner.

## Carrière
Lerno werd zowel op het Belgisch als op het wereldkampioenschap voor amateurs tweede in 1948. Hij won daarnaast enkele lokale wedstrijden bij de profs. Hij nam in 1948 deel aan de Olympische Spelen waar hij de wegrit niet uitreed. De Belgische ploeg werd Olympisch kampioen op het teamonderdeel maar aangezien enkel de beste drie renners in aanmerking kwamen voor een medaille kreeg Lerno niets, de andere ploeggenoten zouden ook geen medaille krijgen tot in 2010 door een vergissing.

## Erelijst
1950
- Oostakker
- Eke

1952
- Nazareth

1954
- Sint-Lievens-Esse